# Mandaneta sudana
Mandaneta sudana är en spindelart som först beskrevs av Ferdinand Karsch 1880.
Mandaneta sudana ingår i släktet Mandaneta och familjen flinkspindlar. Artens utbredningsområde är Sudan. Inga underarter finns listade i Catalogue of Life.